# Mechthildis Thein

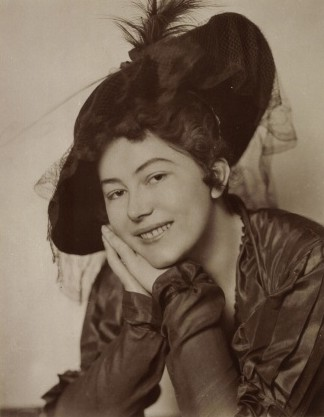
Mechthildis Thein auf einer Fotografie von Alexander Binder

Mechthildis Thein, auch Mechthild Thein bzw. Mathilde Thein, (* 1888 in Braunschweig; † 13. Mai 1959 in Singen) war eine deutsche Schauspielerin der Stummfilmzeit.

## Leben
Thein war Schauspielerin am Theater in Frankfurt am Main und dem Berliner Palast-Theater und kam 1916 zum Film. Die „sehr schlanke, große, fragile, feingliedrige Darstellerin“ übernahm zunächst kleine Rollen in den Stummfilmen Passionels Tagebuch und Stein unter Steinen, einer Adaption des gleichnamigen Theaterstücks von Hermann Sudermann. Ihr erster großer Erfolg wurde die Rolle der Arbeiterin Margot im vierten Teil des sechsteiligen Films Homunculus, der im Dezember 1916 in die Kinos kam. Unter der Regie von Otto Rippert spielte sie an der Seite von Olaf Fønss, Friedrich Kühne und Theodor Loos.
Im Jahr 1917 drehte sie unter Robert Wienes Regie den Film Furcht und wurde 1918 von Richard Oswald für den zweiteiligen Film Jettchen Geberts Geschichte verpflichtet. Sie übernahm die Hauptrolle der Jettchen Gebert, die in einer unglücklichen Ehe gefangen ist, jedoch einen anderen liebt. Auch in Der Rubin-Salamander von Rudolf Biebrach wurde Thein 1918 in der weiblichen Hauptrolle besetzt. Die Geschichte der Operettensängerin Nelly Sand, die zwischen zwei Männern steht, beruhte auf Paul Lindaus Roman Die Brüder. Im selben Jahr drehte sie mit Lebende Schatten von E. A. Dupont zudem einen Kriminalfilm. Nach 1918 wurde Thein nur noch in wenigen Filmen in Nebenrollen besetzt. Ihre letzten beiden Filme Katharina die Große und Gräfin Walewska – hier in der Rolle der intriganten Frau von Czytkowska –, drehte sie 1920.
Von der Kritik wurde Thein vor allem für ihre „‚vornehme, abgeklärte Ruhe‘, also den großbürgerlichen, damenhaften Gestus und die stilvolle Leidensfähigkeit“ gelobt.

## Filmografie
- 1915: Passionels Tagebuch
- 1916: Homunculus, 4. Teil: Die Rache des Homunculus
- 1916: Stein unter Steinen
- 1917: Furcht
- 1918: Jettchen Geberts Geschichte (2 Teile)
- 1918: Der Rubin-Salamander
- 1918: Der lebende Schatten
- 1919: Eine schwache Stunde
- 1920: Katharina die Große
- 1920: Gräfin Walewska